# Hrabstwo Searcy

Piramida wieku hrabstwa

Hrabstwo Searcy – hrabstwo w USA, w stanie Arkansas. Według danych z 2010 roku, hrabstwo zamieszkiwało 8195 osób. Hrabstwo należy do nielicznych hrabstw w Stanach Zjednoczonych należących do tzw. dry county, czyli hrabstw gdzie decyzją lokalnych władz obowiązuje całkowita prohibicja.

## Miejscowości
- Gilbert
- Leslie
- Marshall
- Pindall
- St. Joe